# 수도보제
때때로 보제수도자로 번역되는 수도보제(그리스어: Ἱεροδιάκονος, Ierodiákonos; 교회 슬라브어: Ierodiakón)는 동방 정교회에서 보제로 서품된 수도자(또는 삭발된 수도자가 된 보제)이다. 이 용어는 수도주의적인 것을 표현하기 위한 초기 동로마 제국의 "신성한"이란 형용사 사용을 따라서, 문자적으로 "(하느님의) 신성한 종"으로 번역된다.
보제직에 서품되기 위해서는 남자가 결혼했거나 수도자로 삭발되어야 한다.
교회 성직품계에서, 수도보제 또는 세속(다시 말하자면, 수도자이지 않은) 보제는 수도사제(사제수도자)와 재속 사제보다 더 낮은 위계이다. 그들 자신의 계급 내에서, 수도보제는 그들의 서품일에 따라서 서열이 정해진다. 수도보제보다 높은 계급은 대보제와 수석보제이다.
일부 국거에서, 결혼한 성직자를 "하얀 성직자"로 언급하는 반면 수도성직자를 "검은 성직자"라고 부르는 데, 수도자들은 항상 검은 옷을 압어야 하지만 세계 여러 지역의 결혼한 성직자들은 전형적으로 흰 수단(또는 회색이나 색이 있는)과 라손을 입기 때문이다. 

## 같이 보기
- 기독교 수도주의
- 보조자 (기독교)